# Dirk Hamm
Dirk Hamm (* 1968 in Groß-Gerau) ist ein deutscher Filmproduzent und Medienmanager.

## Leben und Karriere
2004 gründete Dirk Hamm in Konstanz (Bodensee) das Filmproduktionsunternehmen Creado Film.
Während seines BWL-Studiums in Köln arbeitete er als Manager des Profigolfers Alexander Cejka. Außerdem war Dirk Hamm für Die Harald Schmidt Show bei Sat.1 und der Münchner Apollo-Medienfonds-Gruppe tätig.
2004 koproduzierte Dirk Hamm den Kinofilm Kebab Connection.
2005 folgte die Produktion des Dokumentarfilms Sigmund Freud – Auf den Spuren des berühmten Psychoanalytikers in dem u. a. Woody Allen und Bernardo Bertolucci mitwirkten.
Zudem koproduzierte Dirk Hamm 2005 den Kinofilm Das Leben der Anderen der mit vier Bayerischen Filmpreisen, sieben Deutschen Filmpreisen und drei Europäischen Filmpreisen ausgezeichnet wurde. Im Februar 2007 erhielt Das Leben der Anderen den Oscar für Bester fremdsprachiger Film.
Dirk Hamm ist Mitglied der Deutschen Filmakademie.

## Filmografie
- 2004
  - Kebab Connection (Kinofilm; Koproduzent)

- 2006
  - Sigmund Freud – Auf den Spuren des berühmten Psychoanalytikers (Dokumentarfilm; Produzent)
  - Vineta (Kinofilm; Produzent)
  - Das Leben der Anderen (Kinofilm; Koproduzent)

- 2008
  - Die Tränen meiner Mutter (Kinofilm; Produzent)

- 2009
  - Waffenstillstand (Kinofilm; Koproduzent)

- 2011
  - Glücksformeln (Dokumentarfilm; Produzent)